# استعاره مصرحه
استعاره آشکار یا مصرحه از آرایه‌های ادبی است.
استعاره آشکار نام بردن از یک چیز به جای چیز دیگر است، چون شباهت زیادی به هم دارند.
تصور کنید می‌خواهید از کسی تعریف کنید که در جنگ شجاع بوده و مثل شیر می‌جنگیده. به جای اینکه بگویید: «او مثل شیر می‌جنگید»، می‌گویید: «شیر وارد میدان شد.» در اینجا شما از کلمه «شیر» استفاده کرده‌اید تا به جای آن فرد شجاع، نام ببرید.
بنابراین مفهوم استعاره مصرحه، به معنی «همانندگیری جایگزین‌شونده» است.
ویژگی اصلی استعاره مصرحه این است که:
- فقط مشبه‌به یا مانسته (همان چیزی که فرد یا شیء مورد نظر به آن تشبیه شده) ذکر می‌شود.
- مشبه یا ماننده (همان فرد یا شیء اصلی) حذف می‌شود..[۱]

مثال‌های دیگر:
- «گل‌های باغچه پژمردند.» (اگر منظور از گل‌ها، کودکان یا جوانان باشند.)
- «آفتاب در چشمانش غروب کرد.» (اگر منظور از آفتاب، روشنی و امید باشد.)

در واقع، استعاره مصرحه مثل یک اسم رمز است که شما با آوردن آن اسم، به چیز دیگری اشاره می‌کنید که مخاطب به خاطر شباهت، منظور شما را متوجه می‌شود.
در کتاب‌های ادبیات فارسی، استعاره آشکار را «استعاره مصرحه»، «استعاره تَصریحیه»، «استعاره تَحقیقیه» و «استعاره مُحققه» نیز نامیده‌اند.

## انواع
استعارهٔ مصرحه (آشکار) دارای گونه‌های گوناگون است، مانند:
مجرده (تک‌پیرایه): همراه با یکی از ویژگی‌های «مشبّه» (همانندشونده، مانسته) آمده است. مانند عقاب آهنین، که استعاره از هواپیماست.
مرشحه (فزون‌پیرایه): همراه با ویژگی‌هایی از «مشبّه‌به» است. در آن مشبّه‌به، به همراه یکی از صفات مشبّه‌به می‌آید، مانند: امروز دریای مواج دور ساحلی را بر کرسی تدریس دیدم. که «موج» و «ساحل» از لوازم و مناسبات «دریا» ست.
مطلقه (رها):در آن، ویژگی‌هایی از هر دو سوی تشبیه دیده می‌شود. 
وفاقیه (همساز): مشبّه و مشبّه‌به با هم ناسازگار نیستند.
عنادیه (ناساز): مشبّه و مشبّه‌به را نمی‌توان با هم جمع کرد.
اصلیه (بنیادی): واژهٔ استعاری از دستهٔ اسم است.
تبعیه (پیرو): واژهٔ استعاری از دستهٔ صفت یا فعل است.
استعارهٔ مصرحه نه تنها بر پایهٔ تشبیه ساخته شده، بلکه خود شاخه‌ای از آرایهٔ «مجاز» نیز هست، چراکه در آن، واژه‌ای در معنای اصلی خود نیست و با «شباهت» جای آن واژه را گرفته است.